# Pounamu

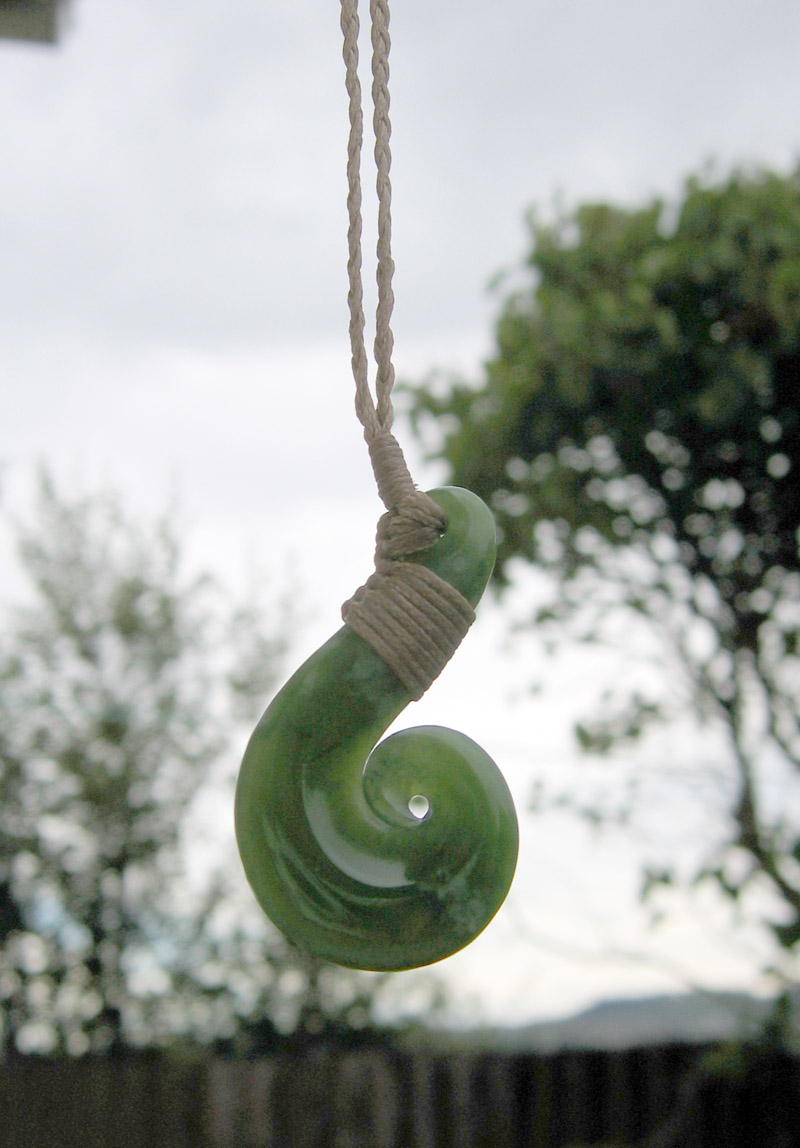
Ein Koru-Anhänger aus Pounamu

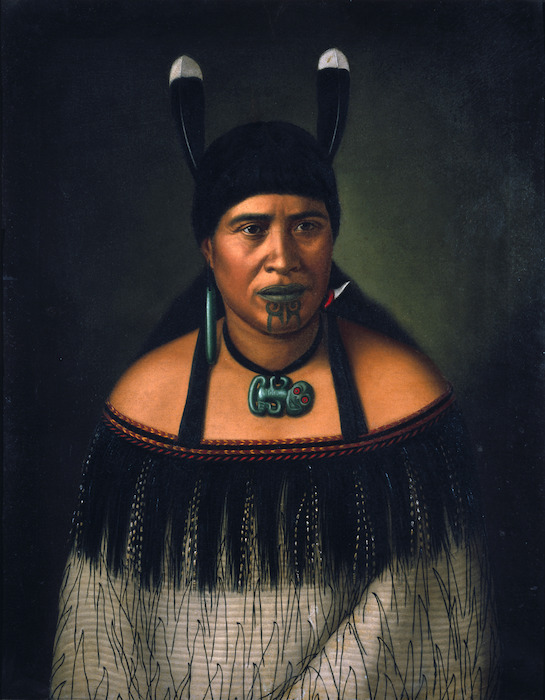
Hinepare, eine Frau des Iwi Ngāti Kahungunu, mit Hei-tiki

Pounamu ist ein Sammelbegriff der Māori für mehrere Arten von harter, beständiger Nephrit-Jade und Bowenit, die in Neuseeland vorkommen. Im neuseeländischen Englisch wird Pounamu auch als Synonym für „Greenstone“ verwendet. 
Die wichtigsten Unterarten sind kawakawa, kahurangi, īnanga und tangiwai. Die drei ersten bestehen aus Nephrit-Jade, tangiwai ist eine Form von Bowenit. Im Sprachgebrauch bezeichnet pounamu heute fast ausschließlich Nephrit-Jade.
Pounamu wird in Form unscheinbarer Steine in den Flüssen gefunden, die nur schwer zu identifizieren sind, ohne sie aufzuschneiden.

## Bedeutung für die Māori
Pounamu spielt in der Kultur der Māori eine wichtige Rolle. Es wird als taonga (Schatz) angesehen. Es wurde zur Herstellung von Werkzeugen, Schmuckstücken und Waffen genutzt. Besonders wurden Dechseln, Meren (kurze Keulen) und Hei-Tiki (Halsanhänger) hergestellt. Diese, so glaubte man, besaßen ihr eigenes Mana, sie wurden als wertvolle Erbstücke weitergegeben und oft anlässlich wichtiger Vereinbarungen als Geschenk verwendet, um diese zu besiegeln. 
Pounamu kommt nur auf der Südinsel Neuseelands vor, das bei den Māori als Te Wai Pounamu („Das Pounamu-Wasser“) oder Te Wahi Pounamu („Ort des Pounamu“) bezeichnet wird. 1997 gab die Krone das Eigentumsrecht an allem auf der Oberfläche gefundenen Pounamu als Teil der Ausgleichsleistungen im Ergebnis des Vertrages von Waitangi an den Iwi Ngāi Tahu zurück.
Schmuck aus Pounamu ist unter den Neuseeländern beliebt und wird oft als Geschenk für Besucher verwendet. Allerdings wird der häufig in Souvenirläden verkaufte Schmuck oft aus billigerer asiatischer Jade hergestellt.